# Distrikt Colquepata
Der Distrikt Colquepata liegt in der Provinz Paucartambo in der Region Cusco in Südzentral-Peru. Der Distrikt wurde am 2. Januar 1857 gegründet. Er hat eine Fläche von 459 km². Beim Zensus 2017 wurden 9069 Einwohner gezählt. Im Jahr 1993 lag die Einwohnerzahl bei 8572, im Jahr 2007 bei 9616. Sitz der Distriktverwaltung ist die auf einer Höhe von 3679 m gelegene Ortschaft Colquepata mit 695 Einwohnern (Stand 2017). Colquepata liegt 10 km westsüdwestlich der Provinzhauptstadt Paucartambo sowie 37 km ostnordöstlich der Regionshauptstadt Cusco. Oberhalb des Río Mapacho (Oberlauf von Río Paucartambo bzw. Río Yavero) befindet sich der archäologische Fundplatz Huatocto.

## Geographische Lage
Der Distrikt Colquepata liegt in den Anden im Südwesten der Provinz Paucartambo. Er hat eine Längsausdehnung in NW-SO-Richtung von 50 km sowie eine maximale Breite von etwa 15 km. Entlang der östlichen Distriktgrenze verläuft der Río Mapacho / Río Paucartambo nach Norden.
Der Distrikt Colquepata grenzt im Westen an die Distrikte San Salvador, Písac, Lamay und Calca, im Norden an den Distrikt Challabamba, im Nordosten an den Distrikt Paucartambo sowie im Süden an die Distrikte Ccatca, Huancarani und Caicay.